# Motagua-Polochic-Verwerfung

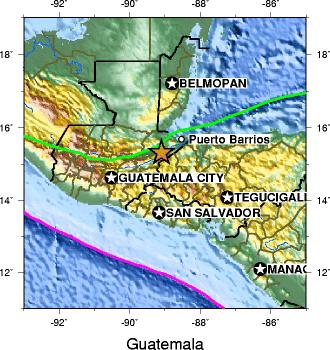
Motagua fault

Die Motagua-Polochic-Verwerfung, benannt nach den Flüssen Motagua und Polochic, ist eine linkshändige Transformstörung, die sich vom Süden des mexikanischen Bundesstaates Chiapas über Guatemala bis Belize und weiter in die Karibische See zieht. Sie stellt einen Teil der Grenze zwischen der Nordamerikanischen Platte und der Karibischen Platte dar. Im Meer geht sie in den Kaimangraben über.
Die Motagua-Polochic-Verwerfung wird für mehrere schwere Erdbeben in der Geschichte Guatemalas verantwortlich gemacht, darunter dasjenige vom 4. Februar 1976.